# Мідник

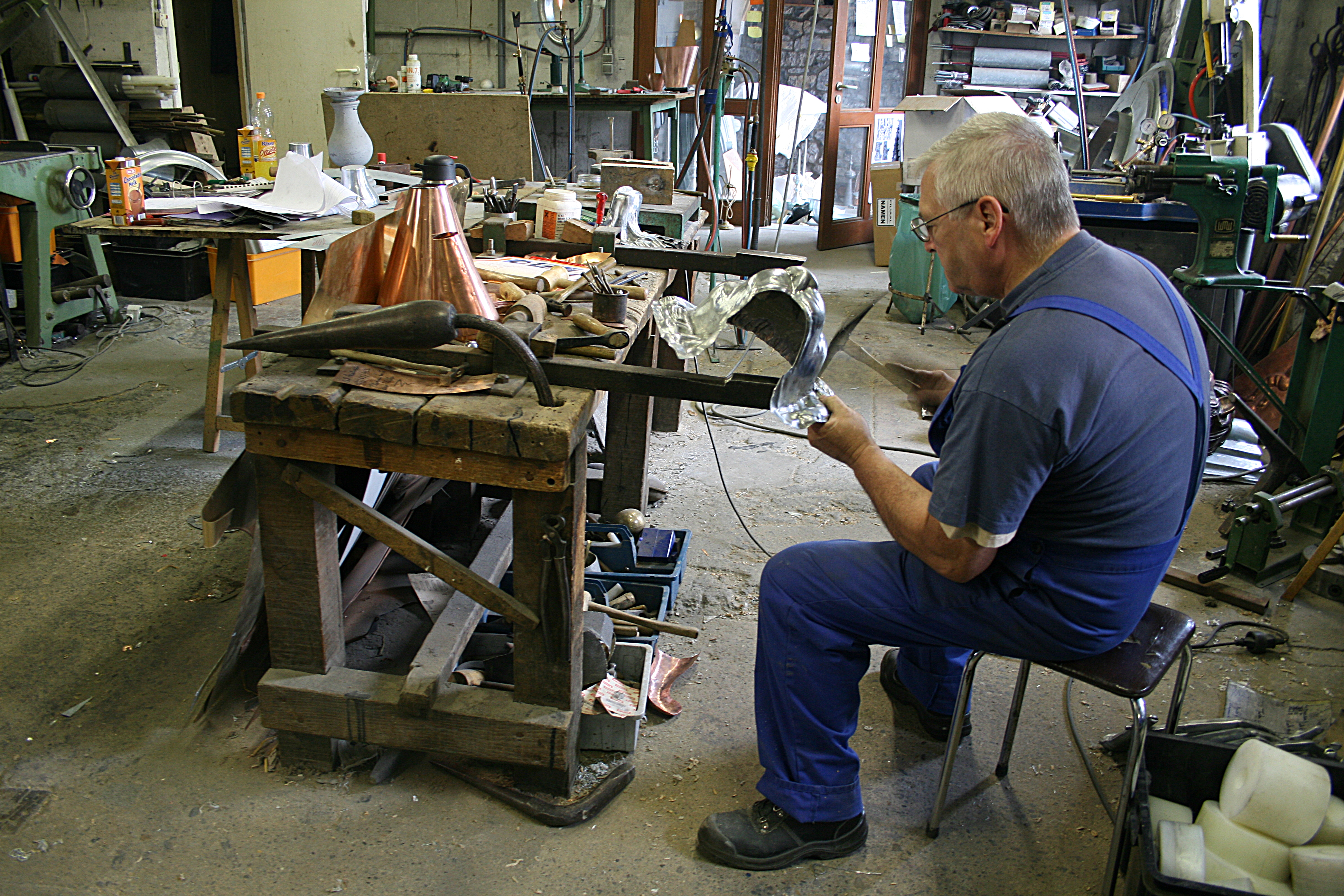
Мідник за роботою

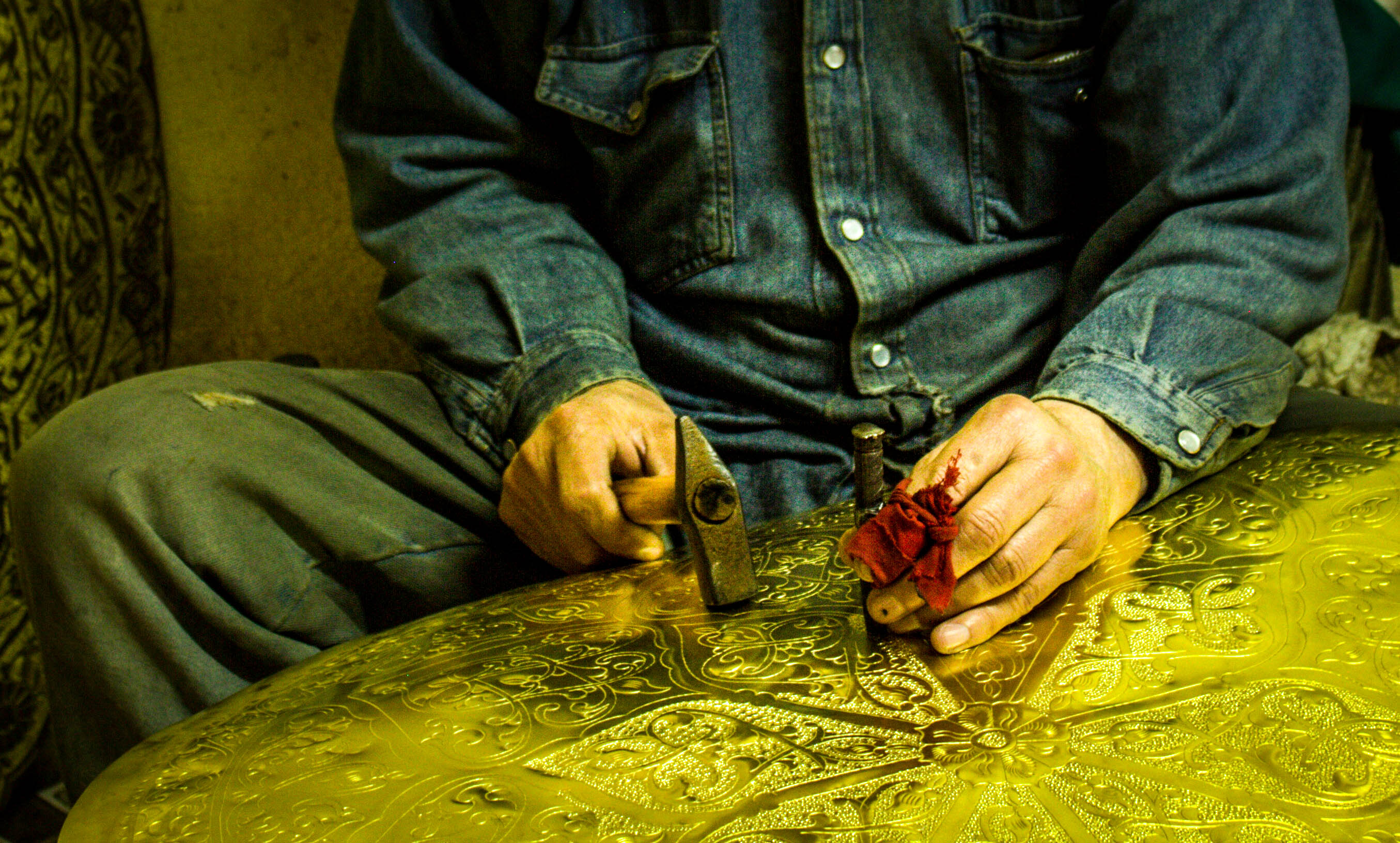
Мідник за роботою (Алжир)

Мі́дник або кітля́р — коваль-ремісник, майстер роботи з міддю або мідними сплавами (бронзою, латунню тощо). До мідницьких робіт входили обробка мідних блях, паяння, чеканка, карбування, лудження, ремонт мідного посуду і прикрас тощо. Відповідно до техніки роботи мідників називали паяльщиками, лудильниками тощо. Мідники мали спеціалізацію за виробами: ювеліри, котляри, флюгерщики тощо.